# Сумарес, Эрик Дуглас, 7-й барон де Сумарес
Эрик Дуглас Сумарес, 7-й барон де Сумарес (англ. Eric Douglas Saumarez, 7th Baron de Saumarez; родился 13 августа 1956 года) — британский наследственный пэр.

## Биография
Родился 13 августа 1956 года и вырос в Суффолке. Старший сын Джеймса Виктора дее Сомареса, 6-го барона де Сумареса (1924—1991), от брака с Джоан Берил Чарлтон (1926—2004). Он получил образование в школе аббатства Милтон в Дорсете, Ноттингемском университете и в Королевском сельскохозяйственном колледже в Сайренсестере.
14 июля 1982 года он женился первым браком на Кристине Элизабет Холлидей, дочери Бернарда Нила Холлидея, Они развелись в 1990 году. У них было двое детей:
- Достопочтенная Клэр Сумарес (родилась 23 февраля 1984 года)
- Достопочтенная Эмили Сумарес (родилась 14 июня 1985 года)

2 сентября 1991 года барон Сумарес женился вторым браком на Сьюзен Хирн, дочери Джозефа Хирна.
Также в 1991 году Сумарес унаследовал титул барона де Сумареса из Гернси и был членом Палаты лордов, пока она не была реформирована Законом Палаты лордов 1999 года. В 2003 году он жил в родовом поместье Shrubland Park, Кодденхэм, но продал его в 2006 году. Позже он поселился на острове Гернси, откуда происходила его семья.

## Исторический контекст
Барон де Сумарес с острова Гернси — титул пэра Соединенного Королевства, учрежденный 15 сентября 1831 года для командующего флотом адмирала сэра Джеймса Сумареса, 1-го баронета (1757—1836). Ему наследовал его старший сын Джеймс, 2-й барон Сумарес (1789—1863), священнослужитель, которому наследовал его младший брат Джон, 3-й барон Сумарес (1806—1881).
Родовое семейное поместье находилось в Ле-Гете, Кастел, на острове Гернси, со вторым местом с 1882 года в Shrubland Hall, недалеко от Ипсуича, Суффолк. Shrubland Hall был продан нынешним лордом де Сумаресом в 2006 году после смерти его матери. Усадьба Сумарес на Гернси принадлежит старшей линии семьи, от которой происходят бароны де Сумарес: Мэтью де Саусмарес (1718—1778), отец первого барона, был младшим братом Джона (1706—1774) из усадьбы Саусмарес.